# Adolf Wallnöfer
Adolf Wallnöfer, né le 26 avril 1854 à Vienne dans l'empire d'Autriche et mort le 9 juin 1946 à Munich en Allemagne occupée, est un compositeur autrichien de la fin de la période romantique.

## Biographie

### Origine et formation
Adolf Wallnöfer, naît le 26 avril 1854 à Vienne dans l'empire d'Autriche,,.
Fils du chanteur et interprète de lieder de Schubert Franz Wallnöfer, Adolf Wallnöfer étudia dès l'âge de 15 ans la composition et le piano au Conservatoire de la Société philharmonique de Vienne, l'actuelle Académie de musique et des arts du spectacle de Vienne, avec Otto Dessoff et Franz Krenn.
Il étudia également le chant auprès de Hans von Rokitansky.

### Carrière
Grâce à ses performances convaincantes, Adolf Wallnöfer est chargé, à l'âge de 18 ans seulement, de diriger le chœur de la 9e symphonie de Beethoven sous la direction de Richard Wagner dans le cadre de la pose de la première pierre du Festspielhaus de Bayreuth le 22 mai 1872.
À cette époque, il devient un spécialiste incontesté de Wagner, ce qu'il restera tout au long de sa vie.
Adolf Wallnöfer est intégré à partir de 1880 comme chanteur dans la troupe d'opéra du "Théâtre Wagner ambulant" sous la direction d'Angelo Neumann. Avec cette troupe wagnérienne itinérante, qui comprend un orchestre complet, un chœur d'opéra ainsi que des équipements et des techniciens de scène, il se produit au cours des années suivantes lors de 135 représentations de L'Anneau du Nibelung et de plus de 50 autres concerts wagnériens dans plusieurs villes d'Europe, mais aussi au Metropolitan Opera de New York, incarnant les grands rôles de ténor des différents opéras de Wagner. Les personnages de  Tristan, de Siegfried ou de Tannhäuser faisaient particulièrement partie de son répertoire. Ces tournées de concerts furent la grande percée artistique de Wallnöfer. À cette époque, il faisait en outre partie de ce que l'on appelait la "chancellerie des Nibelungen", un groupe autour de Felix Mottl, Hans Richter, Anton Seidl, Hermann Zumpe et d'autres, qui s'occupaient de l'interprétation et surtout de la commercialisation des différents opéras de Wagner et qui pouvaient donc assister aux répétitions dans ce but.
À partir de 1885, Wallnöfer obtient un contrat de dix ans au Landestheater de Prague. Par la suite, il accepte plusieurs engagements en tant que chanteur et chef d'orchestre sur différentes scènes renommées, comme par exemple à New York (1895/96), Riga et Breslau (à partir de 1897), Nuremberg et Vienne (à partir de 1900) ainsi que Rostock (1905), où il reste toutefois rarement plus de deux ou trois ans. À partir du tournant du siècle, Wallnöfer s'installe définitivement à Munich où il continue à travailler en indépendant comme compositeur, professeur, chef d'orchestre et chanteur, mais aussi comme directeur de théâtre (1895-1907), notamment pour des opéras contemporains.
Après 1907 et avec l'âge, Wallnöfer s'occupe principalement de l'exécution et de la composition de musique instrumentale.
Le 1er mars 1933, Wallnöfer adhère au NSDAP (numéro d'adhérent 1.509.075). Pendant la période du national-socialisme, il compose entre autres en 1933 un Volkstriumphstück für Volkschor und großes Orchester, en 1934-1935 le drame musical Ildicho et en 1938 une Jungmädel-Suite.
Adolf Wallnöfer meurt le 9 juin 1946 à l'âge de 92 ans,.

## Réputation
Le point fort de sa carrière artistique était sans aucun doute le chant. Sa tessiture a évolué au fil des années, passant du baryton initial au ténor lyrique, puis au ténor héroïque rayonnant. Cela lui a été particulièrement utile pour les grands rôles des opéras de Wagner. Depuis son succès acclamé avec le Triumphlied op. 55 de Johannes Brahms dans le cadre de la 53e fête de la musique du Bas-Rhin à Aix-la-Chapelle en 1876, il a également prouvé son art dans l'interprétation de lieder romantiques et ne manquait jamais une occasion de les intégrer à son répertoire et de les interpréter dans le cadre de soirées spéciales Brahms ou Liszt.
La voix d'Adolf Wallnöfer est documentée par quelques disques extrêmement rares des marques Beka (Nuremberg 1905) et Favorite (Vienne 1908). Wallnöfer était marié depuis le 1er mars 1890 à Lina, née von Storck (4 novembre 1863 à Vienne - 12 juillet 1949 à Munich).

## Œuvre
Parallèlement à son activité de chanteur, Adolf Wallnöfer était un compositeur assidu et polyvalent, écrivant jusqu'en 1924, selon son autobiographie, une cinquantaine d'œuvres instrumentales et orchestrales, dont au moins un opéra et six symphonies, ainsi que plus de 150 lieder, duos et tercets, mais il n'a pas réussi à percer tout à fait dans ce secteur et la plupart de ses œuvres sont tombées dans l'oubli. Son vaste héritage a été réparti à titre posthume entre la bibliothèque municipale de Munich, la bibliothèque nationale autrichienne et la bibliothèque municipale et régionale de Vienne.
- Vier Gesänge op. 4 chez Schott (Mainz), 1877, dédié à Richard Wagner
- Sechs Lieder op. 6, Liederzyklus, 12 septembre 1879
- Die Grenzen der Menschheit op. 10, composition pour chœur et orchestre, 1880, dédié à Johannes Brahms
- Mein Herz ist wie der Himmel, op. 15.1 ; texte : Friedrich Julius Hammer
- Klavierstücke op. 22, Breitkopf & Härtel, 1881
- Gersprenz op. 25, composition pour chœur et orchestre
- Vier Lieder für Männerquartett op. 26, Breitkopf & Härtel, 1881
- Der Blumen Rache op. 30, composition orchestrale en quatre mouvements
- Klavierstücke op. 37, Breitkopf & Härtel, 1881, dédié à Arthur Nikisch
- Eddystone (1889), opéra en trois actes
- Ildico drame musical en 3 actes
- Sinfonie g-moll (molto moderato - Adagio non troppo - Tempo di menuetto pesante - andante funebre - molto moderato) ; représentation complète après 1916
- Die Flamme, op. 98.1, texte : Michael Georg Conrad
- Weltgottesfeier, siebenteiliges Oratorium, 1916, dédié à Fritz Steinbach
- Meditation über das Adagio aus der Mondscheinsonate, arrangement de Wallnöfer, accompagné d'une clarinette dans le style de Charles Gounod
- Klaviertrio op. 133, daté d'octobre 1924
- Streichquartett la mineur op. 137, achevé en 1927
- Streichquartett sol majeur op. 138, achevé en 1927
- Violinkonzert in fa majeur daté de mars-avril 1931.

## Enregistrements
- Meditation über das Adagio aus der Mondscheinsonate sur le CD Beethoven Kontrafakturen, œuvres d'Adolf Wallnöfer, Iwan Müller, Christian Rummel et Johann Sobeck par Dieter Klöcker (clarinette) et l'Orchestre de chambre de Prague (Orfeo C 064 001 A, 2000 )